# Коноваловка (Машевский район)
Коноваловка (укр. Коновалівка) — село,
Коноваловский сельский совет,
Машевский район,
Полтавская область,
Украина.
Код КОАТУУ — 5323081901. Население по переписи 2001 года составляло 591 человек.
Является административным центром Коноваловского сельского совета, в который, кроме того, входит село
Усть-Липянка.

## Географическое положение
Село Коноваловка находится на правом берегу реки Липянка до места впадения её в реку Орель,
выше по течению реки Липянка на расстоянии в 2,5 км расположено село Любимовка,
ниже по течению реки Орель примыкает село Нехвороща (Новосанжарский район),
на противоположном берегу реки Липянка — село Усть-Липянка.
Реки в этом месте извилистые, образуют лиманы, старицы и заболоченные озёра.

## История
- 1750 — дата основания.

## Экономика
- «Червона Зирка», сельхозпредприятие.
- «Коноваловское», ООО.

## Объекты социальной сферы
- Школа.